# 铼
錸，是一種化學元素，其化學符號为Re，原子序數为75，原子量為186.207 u。錸是種銀白色的重金屬，在元素週期表中屬於第6週期過渡金屬。它是地球地殼中最稀有的元素之一，平均含量估值為十億分之一，同時也是熔點和沸點最高的元素之一。錸是鉬和銅提煉過程的副產品。其化學性質與錳和鍀相似，在化合物中的氧化態最低可達−3，最高可達+7。
早在1908年，小川正孝就发现了铼，但他错误将其当作43号元素。瓦爾特·諾達克、伊達·諾達克、奧托·伯格于1925年重新發現了它，并以歐洲的萊茵河将其命名为Rhenium。
鎳錸高溫合金可用於製造噴氣發動機的燃燒室、渦輪葉片及排氣噴嘴。這些合金最多含有6%的錸，這是錸最大的實際應用，其次就是作為化工產業中的催化劑。錸比鑽石更難取得，所以價格高昂，2011年8月平均每公斤售4,575美元（每金衡盎司142.30美元）。由於錸可應用在高效能噴射引擎及火箭引擎，所以在軍事戰略上十分重要。

## 歷史
錸（Rhenium）的名稱源自拉丁文，意為萊茵河。錸是擁有穩定同位素的元素中最後一個發現的（之後在自然界發現的其他元素都是不具有穩定同位素的放射性元素，如鎿和鈈等）。德米特里·門捷列夫在發佈元素週期表時，就預測了這一元素的存在。英國物理學家亨利·莫塞萊在1914年推算了有關該元素的一些數據。德國的瓦尔特·诺达克、伊達·諾達克、奧托·伯格在1925年表示在鉑礦和鈮鐵礦中探測到了此元素。他們後來也在硅鈹釔礦和輝鉬礦內發現了錸。1928年，他們在660公斤輝鉬礦中提取出了1克錸元素。估計在1968年美國75%的錸金屬都用在科研以及難熔金屬合金的研製當中。幾年之後，高溫合金才得到廣泛使用。
1908年，日本化學家小川正孝宣佈發現了第43號元素，並將其命名為「Nipponium」（Np），以紀念其本國日本（Nippon）。然而，後來的分析則指出，他所發現的是75號元素，而非43（即鍀）。Np在今天是第93号元素錼的化學符號，而其得名於海王星（Neptune）。

## 性質
錸是一種銀白色金屬，其熔點在所有元素中是繼鎢和碳之後第三高的，沸點（5596 °C）則仅次于钨（5660 °C）。其密度在元素中排第四位，前三位分別為鉑、銥和鋨。錸具六方密排晶體結構，晶格常數為a = 276.1 pm和c = 445.6 pm。
商業用的錸一般呈粉末狀，可在真空或氫氣中經壓制或燒結製成高密度固體，其密度為金屬態的90%以上。錸金屬在退火時延展性很高，可彎曲和捲起。錸﹣鉬合金在10 K時是超導體，鎢﹣錸合金的超導溫度則在4至8 K。錸金屬在1.697 ± 0.006 K時成為超導體。
錸金屬塊在標準溫度和壓力下能抵抗鹼、硫酸、鹽酸、稀硝酸（非濃硝酸)。
但铼会被过氧化氢溶解产生高铼酸。

### 同位素
錸只有一種穩定同位素錸-185，存量亦極低。自然產生的錸當中有37.4%的185Re以及62.6%的放射性187Re。後者的半衰期長達1010年。錸原子的電荷狀態可影響這一壽命。187Re的β衰變可用於錸鋨定年法，以測量礦石的年齡。這一β衰變的能量為2.6 keV，是衰變能量最低的放射性核素之一。錸-186m是壽命最長的同核異構體之一，半衰期長達20萬年左右。其他已知放射性錸同位素還有25種。

### 化合物
錸在化合物中的氧化態可以在−3至+7之間，−2除外。+7、+6、+4和+2氧化態最為常見。商業用錸一般以高錸酸鹽出售，如白色水溶的高錸酸鈉和高錸酸銨等。

#### 鹵化物與鹵氧化物
最常見的氯化錸有ReCl6、ReCl5、ReCl4和ReCl3。這些化合物的結構一般含有錸﹣錸鍵，這在+7態以下十分常見。[Re2Cl8]2-鹽中含有四重金屬﹣金屬鍵。氯化錸的最高氧化態可以是+6，而七氟化錸則是各種氟化錸中氧化態最高的。錸還擁有溴化物和碘化物。
錸的化學性質與鎢和鉬相似，因此可以形成各種鹵氧化物，包括ReOCl4和ReO3Cl等。

#### 氧化物與硫化物

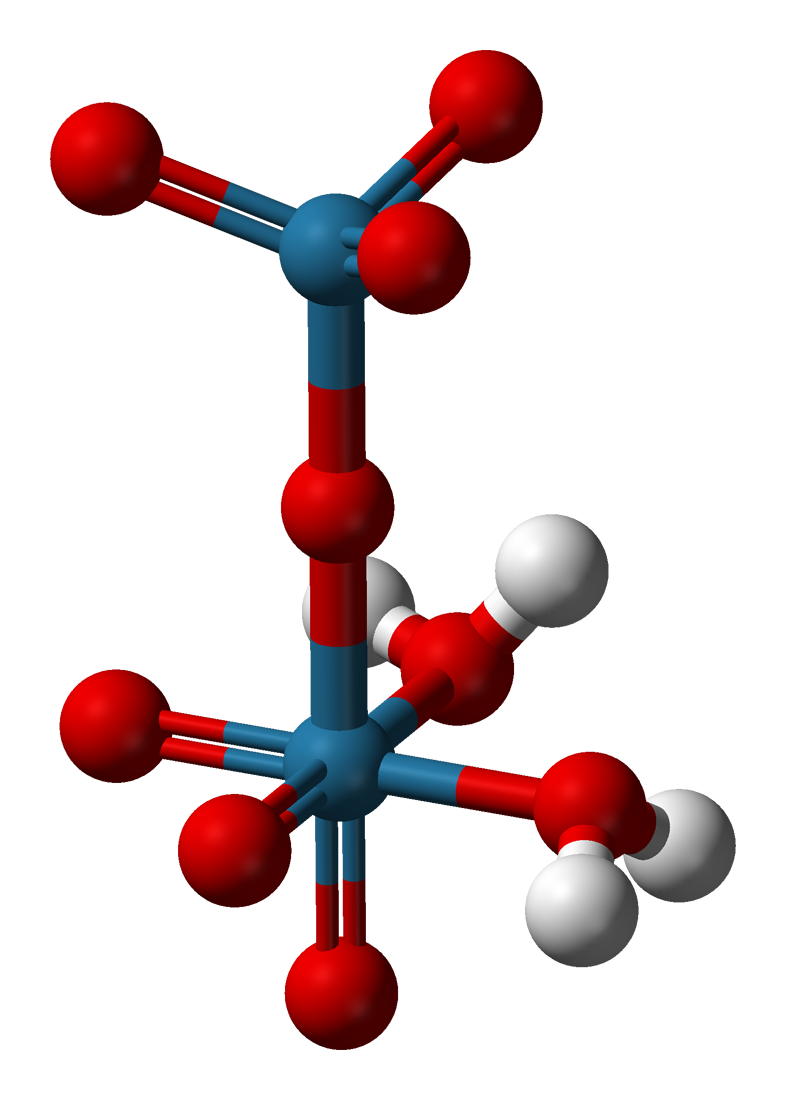
高錸酸的結構特殊

七氧化二錸（Re2O7）是錸最常見的氧化物，為揮發性黃色結晶，其分子結構與大部份金屬氧化物不同。紅色的三氧化錸（ReO3）為不完整鈣鈦礦結構。其他錸氧化物還包括Re2O5、ReO2及Re2O3。錸的硫化物有二硫化铼（ReS2）和七硫化二铼（Re2S7）。錸的獨立礦物輝錸礦最早是在庫德里亞維火山（Kudriavy）上被發現的，其主要成份就是二硫化錸。高錸酸鹽可經硫氫化銨轉換為四硫代高錸酸鹽。

#### 其他化合物
二硼化錸（ReB2）的硬度極高，與碳化鎢、碳化硅、二硼化鈦和二硼化鋯相近。

#### 有機化合物
有機錸化學中最常用的初始化合物是十羰基二錸。鈉汞齊可將它還原成Na[Re(CO)5]，後者的錸氧化態為−1。溴可把十羰基二錸氧化成五羰基溴化錸：
Re2(CO)10 + Br2 → 2 Re(CO)5Br
鋅和乙酸可再將其還原為五羰基氫錸：
Re(CO)5Br  +  Zn +  HOAc   →   Re(CO)5H + ZnBr(OAc)
三氧化甲基錸（CH3ReO3，縮寫MTO）是一種揮發性無色固體，可作為某些化學反應的催化劑。該化合物有多種合成途徑，最常見的是使Re2O7與四甲基錫反應：
Re2O7  +  (CH3)4Sn  →  CH3ReO3  +  (CH3)3SnOReO3
也存在對應的烷基和芳基化合物。MTO可催化過氧化氫氧化反應。末端炔烴會產生對應的酸或脂，內在炔烴產生二酮類，而烯烴則產生環氧化合物。MTO還能催化醛和重氮烷烴至烯烴的轉換反應。

#### 九氫合錸酸鹽
九氫合錸酸鹽是一種特殊的錸化合物。九氫合錸酸負離子（ReH2−
9）原先被認為是錸負離子Re−。該離子中錸的氧化態為+7。

### 存量

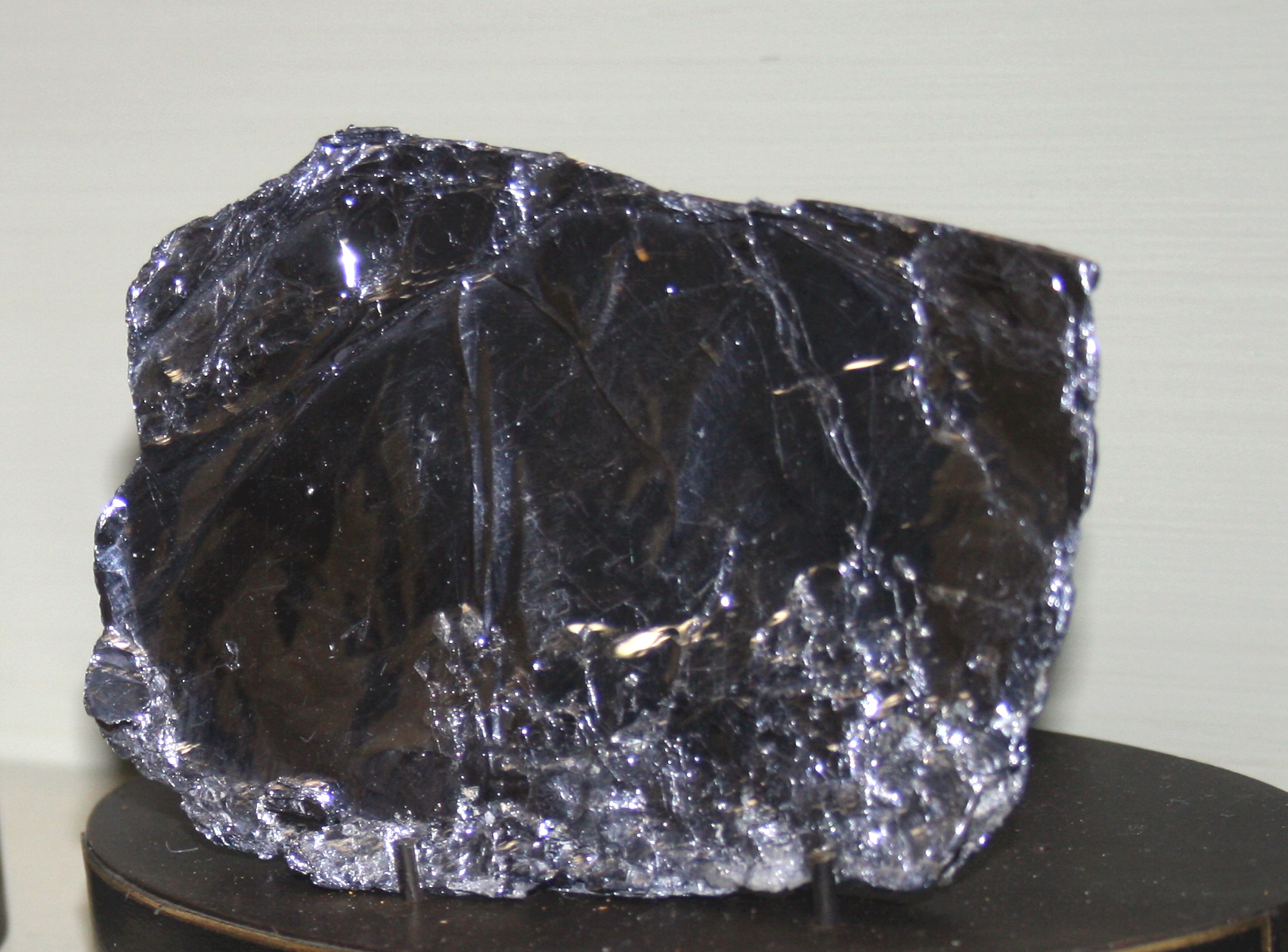
輝鉬礦

錸是地球地殼中最稀有的元素之一，平均含量為十億分之一；某些文獻記載的錸含量為十億分之0.5。在地球的地殼元素豐度排名中錸位居第77位。自然中很可能沒有純態的錸金屬，但目前尚無定論。輝鉬礦是錸最主要的商業開採來源，其主要由二硫化鉬組成，但其中的錸含量可達0.2%，目前所發現錸含量最高的單一輝鉬礦樣本中含有多達1.88%的錸。智利擁有全球最大的錸礦藏（夾雜在銅礦藏中），截止2005年是世界最大的錸出產國。1994年，科學家在俄羅斯与日本争议领土南千島羣島之一擇捉島上的庫德里亞維火山（Kudriavy）上首次發現錸的獨立礦物。該礦物名為輝錸礦，在火山噴氣孔凝聚形成，成份主要為二硫化铼。庫德里亞維山每年主要以二硫化錸的形式噴出20至60公斤錸。由於輝錸礦十分罕有，收藏價格很高。

## 生產

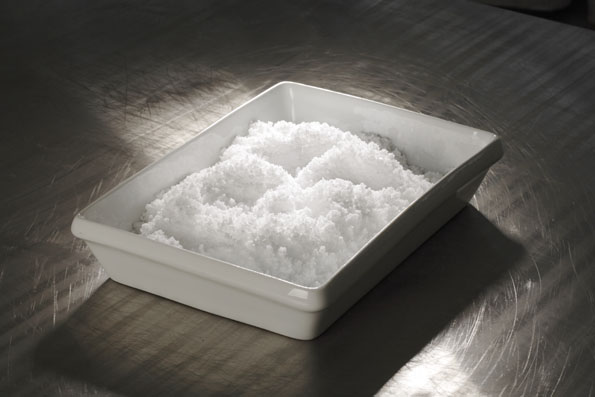
高錸酸銨

在硫化銅礦石的提煉過程中，錸可以從含有鉬元素的焙燒煙氣中提取出來的。鉬礦石含有0.001%至0.2%的錸元素。從煙氣物質中可用水淋洗出七氧化二錸和高錸酸，再用氯化鉀或氯化銨使其沉澱為高錸酸鹽，最後以重結晶方法進行純化。錸的全球年產量在40至50噸之間，主要產國有智利、美國、秘魯和波蘭。另外，鉑﹣錸催化劑和某些錸合金的回收過程每年可產出10噸錸。每公斤錸價格從2003至2006年的1千至2千美元迅速升至2008年2月的1萬美元以上。要製成錸金屬，需在高溫下用氫氣還原高錸酸銨：
2 NH4ReO4 + 7 H2 → 2 Re + 8 H2O + 2 NH3

## 應用

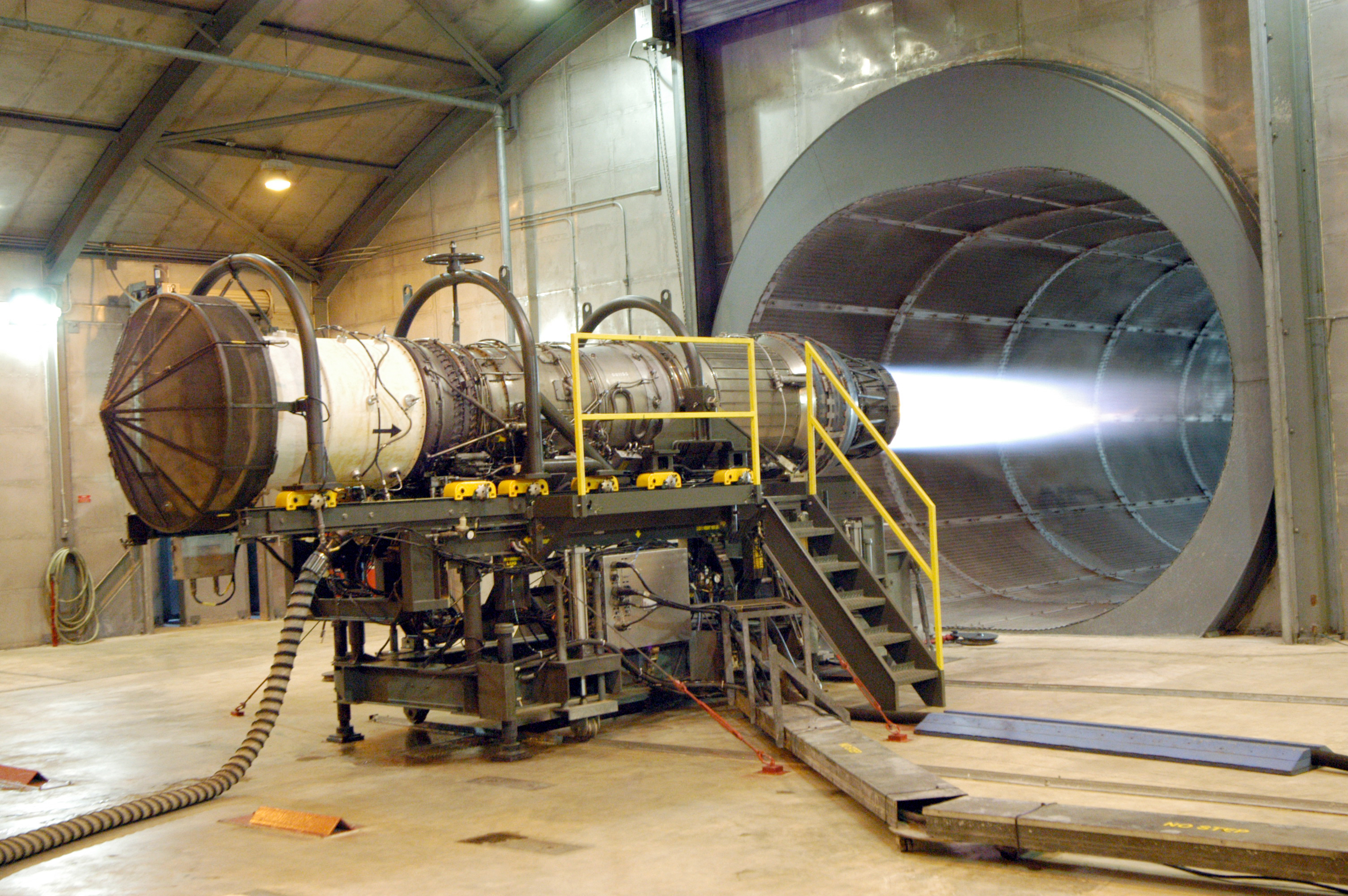
F100渦輪扇發動機使用第二代含錸高溫合金

全球錸產量的70%都用於製造噴射引擎的高溫合金部件。錸的另一主要應用是在鉑-錸催化劑，可用於生產無鉛、高辛烷的汽油。

### 合金
加入錸會提升鎳高溫合金的蠕變強度。錸合金一般含有3%至6%的錸。第二代合金的含錸量為3%，曾用在F-16和F-15戰機引擎中。第三代單晶體合金的含錸量則有6%，曾用在F-22和F-35引擎中。錸高溫合金還用於工業燃氣輪機。高溫合金在加入錸後會形成拓撲密排相（TCP），因此其微結構會變得不穩定。第四代和第五代高溫合金使用釕以避免這一現象。

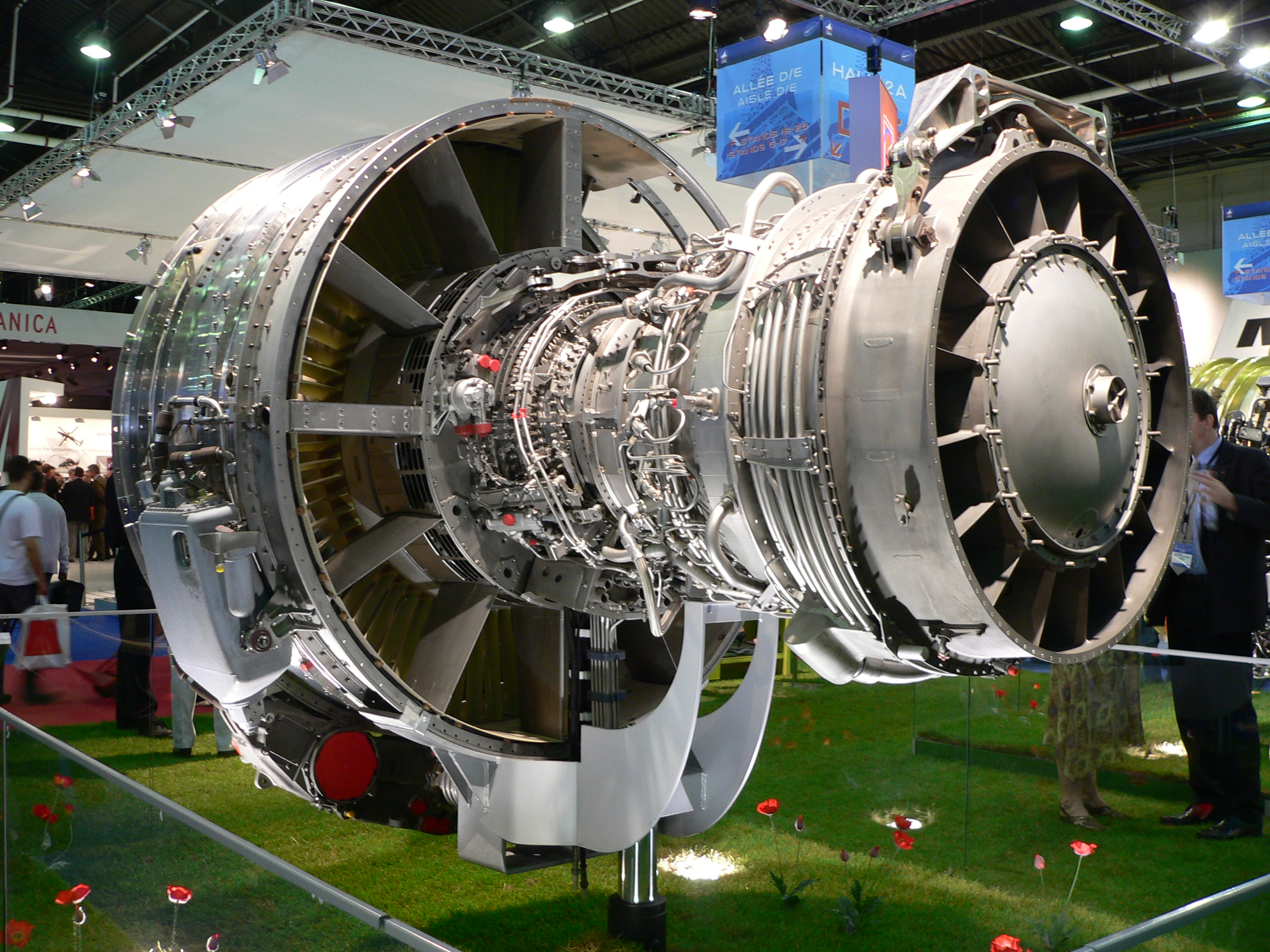
仍使用3%錸合金的CFM56噴射引擎

2006年的錸消耗量分別為：通用電氣28%，勞斯萊斯股份有限公司28%，普惠公司12%，皆用於生產高溫合金。另有14%用作催化劑，18%作其他用途。由於軍用噴射引擎需求持續增加，因此有必要研發含錸量更低的高溫合金，以維持供應。比如，新型CFM56高壓渦輪（HPT）葉片使用的合金含1.5%的錸，以取代含錸量為3%的合金。
錸可增強鎢的物理性質。鎢﹣錸合金在低溫下可塑性更高，易於製造、塑形，且在高溫下的穩定性也得以提高。這一變化會隨錸的含量而增加，所以鎢﹣錸合金含有27%的錸，這也就是錸在鎢中的溶解極限。X射線源是鎢﹣錸合金的其中一個應用。鎢和錸的熔點和原子量都很高，有助於抵抗持續的電子撞擊。這種合金還用作熱電偶，可測量最高2200 °C的溫度。
錸在高溫下十分穩定，蒸氣壓低，耐磨損，且能夠抵禦電弧腐蝕，所以是很好的自動清洗電觸頭材料。開關時的電火花會對觸頭進行氧化耗損。不過，七氧化二錸（Re2O7）在360 °C左右昇華，所以會在放電過程中移去。
錸與鉭和鎢一樣具有高熔點和低蒸氣壓，所以用這些材料製成的燈絲在氧氣環境下穩定性較高。這類燈絲被廣泛用於質譜儀、電離壓力計及照相閃光燈等。

### 催化劑
錸﹣鉑合金是催化重整過程中的一種催化劑。這種石油加工過程能夠提高石腦油的辛烷值。用於催化重整的催化劑當中，30%含有錸。在礬土（氧化鋁）表面塗上錸，可作為烯烴複分解反應的催化劑。含錸催化劑可抗禦氮、硫和磷的催化劑中毒現象，因此被用在某些氫化反應中。

### 其他用途
188Re和186Re同位素具有放射性，可用於治療肝癌。兩者在身體組織的穿透深度相近，分別為11毫米和5毫米，但186Re的半衰期較長（90小時，相比17小時），所以更為優勝。
188Re還被用於一種新型胰腺癌療法：用李斯特菌攜帶這一錸放射性同位素進入身體，針對性地對抗癌組織。
錸在元素週期表中位於鍀之下，所以根據週期規律，兩者的性質相近。含錸化合物可以很容易地轉換為對應的鍀化合物。這在放射性藥物學中非常有用，因為鍀（特別是醫學常用的鍀-99m同位素）價格高，半衰期短，所以很難直接使用。
由於錸的市價低於黃金，且熔點高於黃金，所以常被被假冒為更高價值的黃金，進行詐騙。

## 安全
由於用量一般很少，所以人們對錸以及錸化合物的毒性所知甚少。鹵化錸和高錸酸鹽等可溶鹽的有害性可能來自錸或者其他所含元素。科學家只對極少數錸化合物作過毒性測試，包括高錸酸鉀和三氯化錸。試驗以老鼠作為對象，測得高錸酸鉀的7天LD50值為2800 mg/kg，三氯化錸的LD50值為280 mg/kg。

## 外部連結
- 元素铼在洛斯阿拉莫斯国家实验室的介紹（英文）
- —— 铼（英文）
- 元素铼在The Periodic Table of Videos（諾丁漢大學）的介紹（英文）
- 元素铼在Peter van der Krogt elements site的介紹（英文）
- WebElements.com – 铼（英文）
- . Популярная библиотека химических элементов.   [2013-08-17]. （原始内容存档于2013-05-20）.
- . MetalPrices.com.   [2013-08-17]. （原始内容存档于2013-05-25） （英语）.
- . Toma Group.   [2013-08-17]. （原始内容存档于2013-07-19） （英语）.
- Режиссер: Д. Семибратов. .   [2018-02-01]. （原始内容存档于2019-07-01） （俄语）.